# ديفيد كيندال
ديفيد كيندال (بالإنجليزية: David Kendall)‏ هو كاتب سيناريو ومخرج أمريكي، ولد في 1950 في الولايات المتحدة.

## وصلات خارجية
- ديفيد كيندال على موقع IMDb (الإنجليزية)
- ديفيد كيندال على موقع ألو سيني (الفرنسية)
- ديفيد كيندال على موقع أول موفي (الإنجليزية)
- ديفيد كيندال على موقع أول موفي (الإنجليزية)
- ديفيد كيندال على موقع قاعدة بيانات الأفلام السويدية (السويدية)
- ديفيد كيندال على موقع قاعدة بيانات الفيلم (الإنجليزية)
- ديفيد كيندال على موقع كينوبويسك (الروسية)